# 1954 en musique
| \| • Retour à la chronologie générale de la musique populaire • \| |
| XXIe siècle • XXe siècle • XIXe siècle • XVIIIe siècle XVIIe siècle • XVIe siècle • XVe siècle • XIVe siècle XIIIe siècle • XIIe siècle • XIe siècle • Xe siècle IXe siècle • VIIIe siècle • Haut Moyen Âge • Rome • Grèce |
| • Retour à la chronologie générale de la musique populaire • |

| • Retour à la chronologie générale de la musique populaire • |

| Années de la musique populaire : 1951 - 1952 - 1953 - 1954 - 1955 - 1956 - 1957    |
| Décennies de la musique populaire : 1920 - 1930 - 1940 - 1950 - 1960 - 1970 - 1980 |

Cet article présente les faits marquants de l'année 1954 en musique.

## Évènements
- 4 janvier : À Memphis, Elvis Presley enregistre pour 4 dollars son premier disque, Casual Love et I’ll Never Stand in Your Way.
- Janvier : Le disque Bird and Diz (Charlie Parker et Dizzy Gillespie) obtient le prix Jazz Hot.
- du 14 au 27 mai : Léo Ferré chante à l'Olympia de Paris en première partie de Joséphine Baker.
- Le 5 juillet, Elvis Presley enregistre le titre That's All Right (Mama), considéré comme la naissance du rock par certains.
- 17 juillet : Premier festival de jazz de Newport, Rhode Island.
- Le 25 décembre, le prometteur pianiste de rhythm and blues Johnny Ace devient la première vedette des années rock à décéder, à la suite d'une partie de roulette russe arrosée.
- Décembre : Jazz Magazine, revue fondée par Nicole et Eddie Barclay.
- Leo Fender invente la célèbre guitare Stratocaster.

## Disques sortis en 1954
- Albums sortis en 1954
- Singles sortis en 1954

## Principaux albums de l'année
- Janvier : Chansons de Léo Ferré - Léo Ferré
- 3 et 29 avril : enregistrement de Walkin', de Miles Davis
- 12 avril : au Pythian Temple, à New York : enregistrement du titre Rock around the clock par Bill Haley & His Comets, premier single de l'histoire du rock à se classer no 1 au Billboard Hot 100, le 9 juillet 1955, et qui sera reconnu comme étant l'« hymne du rock 'n' roll »
- juillet : Barrelhouse, Boogie And The Blues, d'Ella Mae Morse.
- 18 novembre : I Got a Woman, de Ray Charles.
- 10 décembre : Dernier enregistrement de Charlie Parker.
- Le Piano du pauvre - Léo Ferré

## Principaux singles de l'année
- janvier : Oh Mein Papa, d'Eddie Calvert.
- février : Secret Love, de Doris Day.
- février : Hoochie Coochie Man, de Muddy Waters.
- février : Lovey Dovey, des Clovers.
- mars : Work with Me, Annie, des Midnighters.
- mars : I See the Moon, des Stargazers.
- avril : Shake, Rattle and Roll, de Big Joe Turner.
- avril : Sh-Boom, des Chords, repris par The Crew-Cuts en août.
- mai : Rock Around the Clock, de Bill Haley and the Comets.
- mai : Rockin' Daddy, d'Howlin' Wolf.
- mai : Riot In Cell Block #9, des Robins.
- mai : Sexy Ways, de Hank Ballard & Midnighters.
- mai : Please Forgive Me, de Johnny Ace.
- juin : Shake, Rattle and Roll, par Bill Haley and the Comets.
- fin juillet : Cara Mia, de David Whitfield.
- fin juillet : That's All Right (Mama) / Blue Moon of Kentucky, d'Elvis Presley.
- août : Earth Angel, des Penguins.
- octobre : Dim Dim The Lights, de Bill Haley and the Comets.
- octobre : Hold My Hand de Don Cornell.
- novembre : Baby Let's Play House, d'Arthur Gunter.
- novembre : I Can't Say Nothing at All, de Dean Martin et Nat King Cole.
- novembre : Ko Ko Mo, de Gene and Eunice.
- décembre : Mr. Sandman, des Chordettes
- décembre : Blue Velvet, des Clovers.
- décembre : Let's Have Another Party de Winifred Atwell.

## Succès de l'année enFrance
- 15 février : Boris Vian écrit la chanson Le Déserteur, chantée en mai par Mouloudji et aussitôt interdite à la radio.
- La Chanson du scaphandrier de Léo Ferré
- Chanson pour l'Auvergnat de Georges Brassens
- Heureux avec des riens de Charles Aznavour
- L'Homme de Léo Ferré
- J'suis snob de Boris Vian, musique de Jimmy Walter
- Mon pote le gitan de Jacques Vérières, musique de Marc Heyral.
- Le Piano du pauvre de Léo Ferré
- Les Sabots d'Hélène de Georges Brassens
- Un jour tu verras de Marcel Mouloudji, musique de Georges Van Parys
- La Vie d'artiste de Léo Ferré

## Naissances
- 6 janvier : Krzysztof Majchrzak, musicien et compositeur de jazz polonais.
- 5 février : Cliff Martinez, compositeur de musiques de film et ancien batteur des Red Hot Chili Peppers.
- 10 février : Carita Holmström, pianiste, chanteuse et auteur-compositeur finlandaise.
- 23 février : Louis Bertignac, guitariste français et membre du groupe de rock Téléphone.
- 10 mars : 
  - Didier Barbelivien, auteur, compositeur et interprète français.
  - Tina Charles, chanteuse de disco.
- 24 mars : Steve Diggle, bassiste et guitariste anglais du groupe de punk-rock The Buzzcocks.
- 31 mars : Laima Vaikule, chanteuse lettonne
- 1er avril : Jeff Porcaro, fondateur du groupe de rock américain Toto († 5 août 1992).
- 12 avril : Captain Sensible, chanteur du groupe anglais de punk-rock The Damned.
- 1er mai : 
  - Frédéric Chichin, guitariste du groupe de rock français Les Rita Mitsouko († 28 novembre 2007).
  - Ray Parker Jr., musicien américain.
- 4 mai : Pia Zadora, chanteuse de variétés américaine.
- 10 mai : Phil Rudd, batteur du groupe de hard-rock australien AC/DC.
- 25 juin : David Paich, claviériste actuel du groupe de rock Toto.
- 18 juillet : Ricky Skaggs, musicien de country et bluegrass américain.
- 22 juillet : Al Di Meola, guitariste italo-américain de Jazz fusion.
- 4 août : François Valéry, chanteur français.
- 11 août : Joe Jackson, chanteur de pop anglais.
- 12 août :
  - Pat Metheny, guitariste de jazz américain.
  - Luciano Di Napoli, pianiste italien.
- 25 août : Elvis Costello, chanteur britannique de pop-rock.
- 8 septembre : Ivo Watts Russell, fondateur du label anglais 4AD.
- 12 septembre : Scott Hamilton (musicien de jazz), saxophoniste ténor américain.
- 17 septembre : Joël-François Durand, compositeur de musique classique français.
- 3 octobre : Stevie Ray Vaughan, guitariste virtuose de blues américain († 27 août 1990).
- 10 octobre : David Lee Roth, chanteur américain du groupe de hard-rock Van Halen.
- 3 novembre : Adam Ant, chanteur anglais du groupe Adam and the Ants.
- 8 novembre : Rickie Lee Jones, chanteuse de folk-rock américaine.
- 23 novembre : Bruce Hornsby, chanteur et pianiste de pop et de bluegrass américain.
- 24 novembre : Emir Kusturica, réalisateur serbe de cinéma et aussi guitariste du groupe No Smoking Orchestra.
- 11 décembre : Jermaine Jackson, chanteur du groupe de soul américain The Jackson Five.
- 25 décembre : Annie Lennox, chanteuse du groupe pop anglais Eurythmics.

## Principaux décès
- 14 avril : Lil Green, chanteuse de jazz et rhythm and blues américaine
- 16 avril : Texas Alexander, chanteur de blues américain
- 16 juillet : Piotr Lechtchenko, chansonnier russe
- 17 août : Billy Murray, chanteur américain.
- 4 novembre : Hot Lips Page, trompettiste et chanteur de jazz américain
- 29 novembre : George Robey, comédien et chanteur britannique de music-hall, né en 1869.
- 25 décembre : Johnny Ace, chanteur et pianiste américain